# Franz Schönfels
Franz Georg Schönfels (Vienna, 5 agosto 1913 – Vienna, 25 settembre 2005) è stato un pallanuotista austriaco.
È stato un giocatore di pallanuoto austriaco che ha partecipato alle Olimpiadi estive del 1936.